# Pavetta kribiensis
Pavetta kribiensis är en måreväxtart som beskrevs av S.D.Manning. Pavetta kribiensis ingår i släktet Pavetta och familjen måreväxter. Inga underarter finns listade i Catalogue of Life.